# Music Workstation

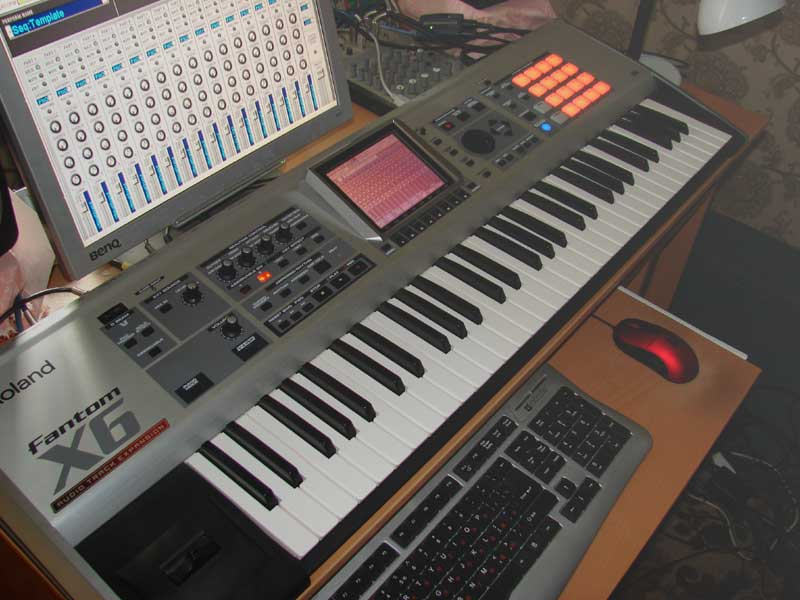
Music Workstation Roland Fantom X6

Music Workstations sind elektronische Musikinstrumente, die aus einer elektronischen Klangerzeugung, einer Klaviatur und verschiedenen weiteren Komponenten, wie Sequenzern, Effektgeräten, Samplern oder Drumcomputern bestehen. Eine Workstation soll es einem Musiker ermöglichen, mit einem einzigen Gerät ein ganzes Stück zu produzieren. Die erste Workstation war der Korg M1, der im Jahr 1988 auf der Frankfurter Musikmesse vorgestellt wurde. Zu dieser Zeit war softwarebasierte Musikproduktion noch nicht weit verbreitet; die Neuerung bestand darin, verschiedene Hardwarekomponenten in einem einzigen Gerät zusammenzufassen. Spätere Workstations verfügten über aufwändige Begleitautomatiken, intuitive Mustererstellung und Synthesizerfunktionen.
Wichtige Hersteller von Workstations sind Korg, Roland und Yamaha.